# Бильге-хан Богю
Бильге-хан Богю (др. тюрк. ‏𐰋𐰃𐰠𐰏𐰀:𐰴𐰍𐰣‎, Bilgä Qaγan, кит. упр. 毗伽可汗, пиньинь pijiakehan, палл. Пицзякэхань, личное имя Богю, устар. Бигя-хан Могилянь; личное имя (вероятно) кит. упр. 阿史那默棘連, пиньинь ashinamojilian, палл. Ашина Моцзилянь) — каган Восточно-тюркского каганата с 716 по 734 год. Ставленник Кюль-тегина. Под управлением Бильге-хана, Кюль-тегина и Тоньюкука каганат процветал и тюрки смогли установить долгожданный мир с Танской империей.

## Биография

### Происхождение
Согласно эпитафиям, родился в 683 году. Богю был старшим сыном Эльтериш кагана, его брат Кюль-тегин был величайшим героем каганата, выигравшим множество битв и контролировавшим своего старшего брата.

Голова статуи Кюль-тегина, выполненной по заказу Богю в 731 году

#### Тюркско-танская война 699—710 годов
В 700 году участвовал в походе на тангутов, тангуты были побеждены, тюрки вернулись с трофеями и пленниками. В 701 году он участвовал в успешном походе на народы, называемые тюрками «алты чуб согдак». У историков не сложилось единого мнения, о том, что это были за народы, есть предположения, что имеются в виду «алты-чуб»: шесть чуйских племён (Чуюэ, чуми, чумугунь, чугань двух родов, шато). А поход в «согдак», на согдов следует считать преувеличением, хотя войска западного каганата воевали в Согдиане с арабскими военачальниками.
В 701 или 702 году Богю разбил 50 000 войско табгачского (Танского) полководца «Онг-тутука». Битва произошла в месте, называемом Ыдук-Баше (Святая гора или Святой источник, по-тюркски). Скорее всего имеются в виду танские силы в Западном Крае, но кто такой Онг-тутук не ясно, так как Ван Сяоцзе (en:Wang Xiaojie,王孝傑), сражавшийся там с тибетцами, погиб в походе 697 против киданей. Другой кандидат — аньбэйский дудуху Сян Ван (相王), командующий северной армией империи.
В 703 году участвовал в походе против басмалов, правитель которых был из рода Ашина, но не прислал дань кагану. Тюрки вернулись с добычей.
В 705 году разбил 80 000 войско танского Чача-Сенгуна, вероятно, в ходе танско-тюркской войны 699—710 годов.
В 709 году обострились отношения с кыргызами и чиками (небольшой народ в долине Енисея). В битве на Орпене они были разбиты.

#### Междоусобная война 710—716 годов
В 710 году вновь совершил поход против кыргызов. Тюрки шли через снег «высотою в копьё» в «чернь» (тайга) коглеманскую, они напали на спящих кыргызов и уничтожили их. В лесу Сунга произошёл следующий бой, хан кыргызов был убит и кыргызы покорились. С 710 года каганат стали сотрясать восстания и Богю участвовал во многих походах, хотя настоящим их героем был Кюль-тегин.
В том же году (710) тюрки отправились в поход против тюргешей, тюрки прошли через алтунский лес (Алитаин-нуру) и пересекли Иртыш. Тюрки разбили тюргешей, напав на их лагерь, пока те спали. У реки Болчу (Урунгу) тюрки были со всех сторон атакованы ханом тюргешей. В битве погибли хан тюргешей, его ябгу и шад, тюргеши подчинились.
В 713 году тюрки напали на Бешбалык (танская крепость в Джунгарии), тюрки провели шесть сражений и пощадили город. Скорее всего, это было преувеличением и тюрки, в лучшем случае, избежали полного разгрома.
В 715 — начале 716 года, участвовал в битве с карлуками у горы Тамаг. При горе Тогу у реки Тола произошло сражение с токуз-огузами. Следующие сражение произошло при Антаргу, тюрки победили. В сражении у горы Чуш тюрки были окружены и близки к разгрому, но Кюль-тегин отбросил врагов, скорее всего уйгуров тонгра-тунло. Следующее сражение произошло у Эзгенти Кадазэ, тюрки победили.
Зимовал в крепости Магы Курган, у тюрок погибло много коней. Весной того года тюрки двинулись против уч-огузов (карлуки). Тюрки разделили войско, оставив половину для охраны орды. Карлуки также разделились и напали на войско и на лагерь. Тюрок было меньше и они с трудом отбросили карлуков.
Когда Капаган умер в 716 году, Кюль-тегин сверг его сына и возвёл своего старшего брата на престол. Богю хотел отказаться, но Кюль-тэгин не желал престола для себя. Так Богю, на 33-м году жизни, стал Бильге-ханом Богю.
В онгинской надписи, составленной от имени Капагана, содержится призыв к тюркам быть верными Бильге-хану Богю так же, как они были верны его отцу Эльтеришу.
В надписи у Эрдени Цзу от лица Бильге-хана Богю говорится о сплочении тюрок при новом монархе и укреплении власти над подданными тюрок четырёх сторон света и отпадении от каганата токуз-огузов, которые предались Тан.

### Правление
На «коронации» кагана присутствовали тардуши с Кюль-чуром, а за ними шадапыты (западное крыло войска), толесы во главе с апа-тарханом (титул) (восточное крыло), Таман Таркан, Тоньюкук Бойла Бага Таркан, Буюрук (может быть и именем и титулом), Кюль-Эркин
Кюль-тегин сразу же был назначен восточным чжуки-князем. Все советники Капагана были казнены. Семидесятилетний Тоньюкук Апа-тархан был назначен советником кагана, хотя Бильге сомневался в нём. Тюрки волновались, ханы не желали слушаться кагана и Бильге решил, что война с Тан сплотит тюрок. Мудрый Тоньюкук отговорил его, указав, что силы ещё не вернулись к тюркам. Также Тоньюкук отговорил кагана строить китайские храмы и стену в ставке орды. Речь советника очень примечательна:

«тукюеский народ по численности не может сравниться и с сотою долею народонаселения в Китае, и что он может противостоять сему государству, этому причиною то, что тукюесцы, следуя за травою и водою, занимаются звероловством, не имеют постоянного местопребывания и упражняются только в военных делах. Когда сильны, идут вперед для приобретения; когда слабы, то уклоняются и скрываются. Войска Дома Тхан многочисленны, но негде употреблять их. Они живут в городах. Как скоро разбиты на сражении, то плен неизбежен. Сверх сего учение Будды и Лао-Цзы делает людей человеколюбивыми и слабыми, а не воинственными и сильными».
— Бичурин. Собрание сведений...
Вся внешняя политика каганата находилась в руках Кюль-тегина. Похоже, что у нового кагана быстро обострились отношения с токуз-огузами (древние уйгуры), часть из которых присоединилась к Тан, а часть была разбита в битве у Селенги.
В 717 году были разгромлены кочевья токуз-огузов, взяты пленники, огузы продолжали переходить на сторону Тан и переселяться в Ордос. Ещё один поход был предпринят против татабов в кадырканском лесу (Хинган). На запад, в Джунгарию, был отправлен тудун Ямтара, который разгромил карлуков, их эльтебер погиб.
Примерно в это же время тюрки разгромили танское войско, вначале конницу (17 000 по Орхонской надписи), затем пехоту. Возможно имеется в виду битва у Лянчжоу войны 720—721 годов.

#### Война 720—721 годов
Каган решил заключить мир с Тан, но Сюань-цзун объявил тюркам войну. Была собрана 300 000 армия из китайцев и союзников-варваров, Ван Цзунь — назначен полководцем. В 720 году армия была сосредоточена у реки Гило и союзники кидани, татабы и басмылы направились к ставке кагана. Тоньюкук успокоил кагана и подготовил план войны.
Басмылы первыми подошли к ставке, однако никого не нашли. Басмылы испугались тюркской засады и отступили к укреплению Бэйтин. Но Бэйтин был уже занят тюрками, которые просто загоняли басмылов в ловушку. Китайская армия Юань Чэна была разбита, был сильный мороз, а китайцы не взяли перчаток и лучники отморозили себе пальцы. Вскоре были разбиты кидани, а годом позже — в 722 году — татабы. При этом тюрки проявили изрядную жестокость, уничтожив даже женщин, чего тюрки обычно не делали даже со злейшими врагами.
В 721 году был заключён выгодный для тюрок мир.

#### Внешнеполитическая стабильность каганата в 721—734 годах
Каган отправлял посольства и просил о браке, но император не отвечал. Пэй Гуантин во время церемонии жертвоприношения на Тайшань напомнил императору, что тюрки являются угрозой Китаю, пока у власти находится Бильге — воинственный каган, Кюль-тэгин — великий воин, и Тоньюкук — советник, который, чем старше, тем мудрее. Решено пригласить тюркских ханов в императорскую гвардию. Посол Юань Чжень получил аудиенцию у кагана, который отпустил Ашидэ-Гйелифу служить у императора, который наградил и отпустил тюрка. Так по выбору кагана один тюркский вельможа ежегодно ездил в Китай для участия в церемониях. (Китайский император устраивал парады, на которых присутствовали представители замирённых варваров).
Тибетцы предлагали кагану подписать пограничный договор в 727 году, но каган передал его императору, демонстрируя свою преданность Тан (тибетцы-туфань были врагами Тан). В Шофане был открыт меновой рынок: тюркских лошадей меняли на шёлк. Несколько сот тысяч рулонов шёлка Сюань-цзун дарил  (дань) тюркам каждый год.
В 731 году Кюль-тегин умер. Прибыли Чжан Цюйи и Люй Сян с посланием о соболезновании. Император приказал построить Кюль-тегину храм, высечь статую, плиты с записями его многочисленных побед.
Ещё в 730 году у Тан обострились отношения с киданями и татабами. Хан киданей Кэтугань (кит. Кэтуюй (可突於)) присоединился к тюркам. В 732 году китайская армия разбила киданей, покоила татабов и прогнала Кэтуганя. В 733 году Богю дал Кэтуганю войско и тот сразился у горы Тунгкер с 40 000 войском китайцев и татабов, в ходе битвы татабы бежали и китайцы были разгромлены. 30 000 (?) китайцев погибло.
В неизвестное время своего правления выдал свою дочь за тюргешского кагана, вероятно Сулука, а собственного сына женил на дочери тюргешского кагана.
Вскоре уйгуры перерезали караванный путь. Было ясно, что с объединёнными силами кочевников будет справиться очень трудно. Тюркский вельможа Мэйлучжо отравил кагана, который правда успел приказать казнить Мэйлучжо вместе с семьёй. Так 734 году, 26 числа 9 месяца тюркского календаря, Бильге-хан Богю скончался. От императора пришли официальные соболезнования и были присланы мастера для возведения храма и высечения надписи (мастером Ли Жуном). Ханом стал Йоллыг-тегин Ижань-хан, сын Бильге.

## Память

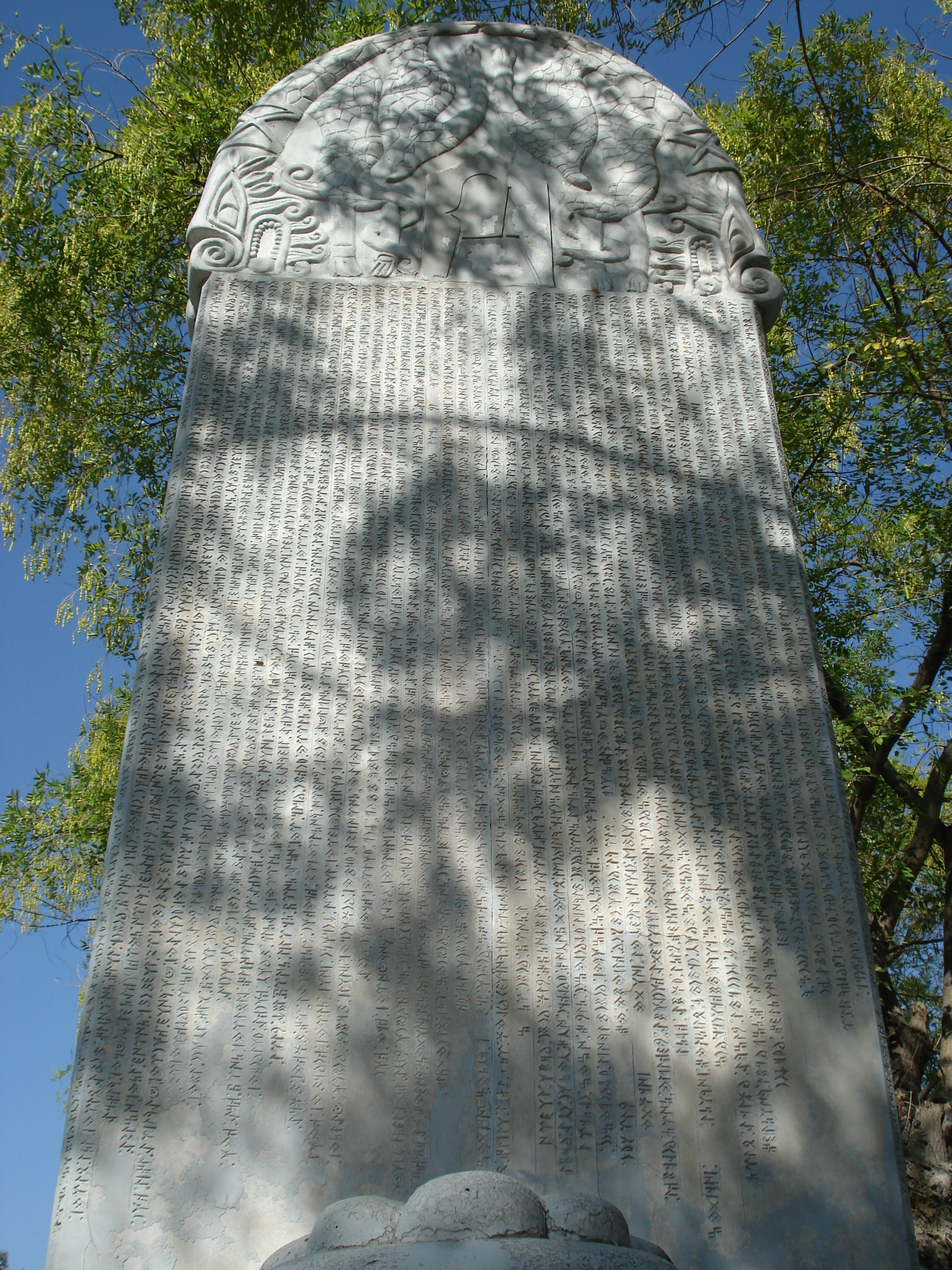
Копия Орхонской стелы в Анкаре, Университет Гази

Похороны кагана состоялись 27-го числа 5-го месяца (лето, вероятно июль) в год Свиньи (735). Йоллыг-тегин Ижань-хан распоряжался на похоронах. Упомянут «Ли Сун Тай-сенгун» и 500 послов, которые принесли благовония, курительные свечи из сандала, серебро и золото для похорон. Опечаленные тюрки резали свои волосы, уши и щёки. В жертву приносились лошади, собаки, чёрные соболи, голубые белки.
С помощью китайских резчиков Йоллыг-тегин Ижань-хан составил знаменитую Орхонскую надпись, в которой прославлял Бильге-хана и тюркскую монархию. По данным надписи, Йоллыг-тегин изготовил её за месяц и 4 дня. Стела была поставлена в месяц, «когда олень бегает в горах», то есть примерно в августе.
5 октября 2010 года при участии премьер-министров Турции и Монголии Р. Т. Эрдогана и С. Баяра в монгольском аймаке Уверхангай была торжественно открыта дорога имени Бильге-хана, ведущая от Хархорина к музею Орхонской долины, построенная на средства Турции.

## Художественная литература
- - Романы турецкого писателя Nihal Atsız (Нихал Атсыз): «Bozkurtların Ölümü» («Смерть серых волков»), 1946), «Bozkurtların dirilişi» («Серые волки оживают»), 1949, «Deli Kurt» («Сумасшедший волк»): 1958.
- - Роман узбекского писателя Isajon Sulton (Исажон Султон): «Bilge Kağan» («Бильге Каган»), 2019.